# Паскаль Вінсент
Паскаль Вінсент (англ. Ryan Huska; нар. 22 вересня 1971) — колишній канадський хокеїст та тренер. Наразі головний тренер команди НХЛ «Колумбус Блю-Джекетс».